# Matt Grzelcyk
Matthew Grzelcyk (ur. 5 stycznia 1994 w Bostonie) - hokeista amerykański, gracz ligi NHL, reprezentant Stanów Zjednoczonych.

## Kariera klubowa
- Boston University (2012 - 1.04.2016)
- Boston Bruins (1.04.2016 -
  -  Providence Bruins (2016-2018)

## Kariera reprezentacyjna
- Reprezentant USA na MŚJ U-18 w 2012
- Reprezentant USA na MŚJ U-20 w 2014

## Sukcesy
Reprezentacyjne
- Złoty medal z reprezentacją USA na MŚJ U-18 w 2012